# Gvajc
Gvajc je priimek v Sloveniji, ki ga je po podatkih Statističnega urada Republike Slovenije na dan 1. januarja 2010 uporabljalo 11 oseb.

## Znani nosilci priimka
- Anton Gvajc (1865—1935), slikar